# わかるかな?ワールドジェスチャー
『わかるかな?ワールドジェスチャー』は、1984年4月12日から同年9月27日までTBS系列局（琉球放送を除く）と南海放送（日本テレビ系列）で放送されていたTBS製作のクイズ番組である。放送時間は毎週木曜 19:30 - 20:00 （日本標準時）。

## 概要
世界各地で取材してきた人間のさまざまな仕草をVTRに収め、それをクイズにしていた番組。桂文珍、片岡鶴太郎、庄野真代、手塚理美等のタレント解答者たちが2組に分かれ、画面に映された仕草の意味を推理していた。司会は生島ヒロシ（当時TBSアナウンサー）が、リポーターは山田邦子が務めた。

## 備考
系列局であるが日本テレビ製作番組の受け皿局でもある琉球放送は、同年4月に『木曜スペシャル』（木曜 19:30 - 20:54）の同時ネットを開始したことから本番組を放送していなかった。放送開始直前の期首特別番組『4月だョ!全員集合』で本番組の紹介が行われたが、その際に「RBC（琉球放送）ではこの番組は放送しません」というテロップが表示された。
| TBS系列 木曜19:30 - 19:58枠                                                             | TBS系列 木曜19:30 - 19:58枠                                                                          | TBS系列 木曜19:30 - 19:58枠                                                                |
| 前番組                                                                                  | 番組名                                                                                               | 次番組                                                                                     |
| --------------------------------------------------------------------------------------- | --- | ------------------------------------------------------------------------------------------ |
| 噂のポテトボーイ （1983年10月13日 - 1984年3月29日） ※19:30 - 20:00 【ここまでドラマ枠】 | わかるかな?ワールドジェスチャー （1984年4月12日 - 1984年9月27日）                                    | クイズ天国と地獄 （1984年10月11日 - 1985年9月26日） ※19:20 - 19:58 【月曜19:30枠から移動】 |
| TBS 木曜19:58 - 20:00枠                                                                 | |                                                                                            |
| 噂のポテトボーイ （1983年10月13日 - 1984年3月29日） ※19:30 - 20:00 【ここまでドラマ枠】 | わかるかな?ワールドジェスチャー （1984年4月12日 - 1984年9月27日） 【ここまでネットワークセールス枠】 | テレビ大好き! 【ここから関東ローカル枠】                                                   |